# Академічне веслування на літніх Олімпійських іграх 2016 — парні двійки (жінки)
Змагання з академічного веслування серед парних двійок (жінки) на літніх Олімпійських іграх 2016 пройшли з 6 по 11 серпня в Лагуні Родрігу-ді-Фрейташ. Участь брали 26 спортсменів.

## Призери
| Золото                                       | Срібло                                       | Бронза                                            |
| Магдалена Фулярчик (POL) Наталія Мадай (POL) | Кетрін Грейнджер (GBR) Вікторія Торнлі (GBR) | Мільда Вальчукайте (LTU) Доната Віштартайте (LTU) |

## Рекорди
Станом на 6 серпня 2016 світовий і олімпійський рекорди були такими:
| Світовий рекорд     | Саллі Кегоу та Олімпія Алдерсі (Австралія)         | 06:37,310 | Амстердам, Нідерланди   | 29 серпня 2014 |
| Олімпійський рекорд | Анна Воткінс та Кетрін Грейнджер (Велика Британія) | 06:11,300 | Лондон, Велика Британія | 30 липня 2012  |

## Розклад
Час місцевий (UTC−3).
| Дата      | Час         | Раунд            |
| --------- | ----------- | ---------------- |
| 6 серпня  | 11:00–11:20 | Попередній етап  |
| 7 серпня  | 09:40       | Відбірковий етап |
| 9 серпня  | 10:10–10:20 | Півфінали        |
| 11 серпня | 08:40       | Фінал B          |
| 11 серпня | 10:20       | Фінал A          |

## Змагання

### Попередній етап
Перші три спортсмени з кожного заїзду безпосередньо проходять до півфіналу змагань. Всі інші спортсмени потрапляють у втішний заїзд, де будуть розіграні ще три місця до півфіналу.

#### Заїзд 1
| Місце | Спортсмени                                        | Час     |
| ----- | ------------------------------------------------- | ------- |
| 1     | Мільда Вальчукайте (LTU) Доната Віштартайте (LTU) | 7:04.82 |
| 2     | Кетрін Грейнджер (GBR) Вікторія Торнлі (GBR)      | 7:05.32 |
| 3     | Елен Лефевр (FRA) Елоді Равера-Скарамоцціно (FRA) | 7:05.65 |
| 4     | Марайке Адамс (GER) Марі-Катрін Арнольд (GER)     | 7:13.49 |
| 5     | Лісбет Якобсен (DEN) Ніна Холленсен (DEN)         | 7:18.92 |

#### Заїзд 2
| Місце | Спортсмени                                   | Час     |
| ----- | -------------------------------------------- | ------- |
| 1     | Магдалена Фулярчик (POL) Наталія Мадай (POL) | 7:16.16 |
| 2     | Люй Ян (CHN) Чжу Вейвей (CHN)                | 7:25.19 |
| 3     | Юлія Бічик (BLR) Тетяна Кухта (BLR)          | 7:27.22 |
| 4     | Меган О'Лірі (USA) Еллен Томек (USA)         | 7:46.92 |

#### Заїзд 3
| Місце | Спортсмени                                       | Час     |
| ----- | ------------------------------------------------ | ------- |
| 1     | Їв Макфарлейн (NZL) Зої Стівенсон (NZL)          | 7:14.31 |
| 2     | Женев'єв Гортон (AUS) Саллі Кехо (AUS)           | 7:17.34 |
| 3     | Софія Асуманакі (GRE) Айкатеріні Ніколаїду (GRE) | 7:20.64 |
| 4     | Ленка Антошова (CZE) Крістіна Флейсснерова (CZE) | 7:35.85 |

### Відбірковий етап
| Місце | Спортсмен                                        | Час     |
| ----- | ------------------------------------------------ | ------- |
| 1     | Марайке Адамс (GER) Марі-Катрін Арнольд (GER)    | 7:00.54 |
| 2     | Меган О'Лірі (USA) Еллен Томек (USA)             | 7:00.60 |
| 3     | Ленка Антошова (CZE) Крістіна Флейсснерова (CZE) | 7:03.68 |
| 4     | Лісбет Якобсен (DEN) Ніна Холленсен (DEN)        | 7:04.35 |

### Півфінали
З кожного півфінального заїзду три перших спортсмена проходять до фіналу A, решта до фіналу B.

#### Заїзд 1
| Місце | Спортсмен                                         | Час     |
| ----- | ------------------------------------------------- | ------- |
| 1     | Софія Асуманакі (GRE) Айкатеріні Ніколаїду (GRE)  | 6:51.99 |
| 2     | Мільда Вальчукайте (LTU) Доната Віштартайте (LTU) | 6:52.46 |
| 3     | Меган О'Лірі (USA) Еллен Томек (USA)              | 6:52.92 |
| 4     | Їв Макфарлейн (NZL) Зої Стівенсон (NZL)           | 6:52.97 |
| 5     | Марайке Адамс (GER) Марі-Катрін Арнольд (GER)     | 6:58.70 |
| 6     | Люй Ян (CHN) Чжу Вейвей (CHN)                     | 7:05.31 |

#### Заїзд 2
| Місце | Спортсмен                                         | Час     |
| ----- | ------------------------------------------------- | ------- |
| 1     | Магдалена Фулярчик (POL) Наталія Мадай (POL)      | 6:50.63 |
| 2     | Кетрін Грейнджер (GBR) Вікторія Торнлі (GBR)      | 6:52.47 |
| 3     | Елен Лефевр (FRA) Елоді Равера-Скарамоцціно (FRA) | 6:54.34 |
| 4     | Женев'єв Гортон (AUS) Саллі Кехо (AUS)            | 6:55.37 |
| 5     | Юлія Бічик (BLR) Тетяна Кухта (BLR)               | 6:57.64 |
| 6     | Ленка Антошова (CZE) Крістіна Флейсснерова (CZE)  | 7:03.79 |

### Фінали

#### Фінал B
| Місце | Спортсмен                                        | Час     |
| ----- | ------------------------------------------------ | ------- |
| 1     | Марайке Адамс (GER) Марі-Катрін Арнольд (GER)    | 7:39,82 |
| 2     | Юлія Бічик (BLR) Тетяна Кухта (BLR)              | 7:40,48 |
| 3     | Женев'єв Гортон (AUS) Саллі Кехо (AUS)           | 7:42,30 |
| 4     | Ленка Антошова (CZE) Крістіна Флейсснерова (CZE) | 7:43,77 |
| 5     | Люй Ян (CHN) Чжу Вейвей (CHN)                    | 7:45,68 |
| 6     | Їв Макфарлейн (NZL) Зої Стівенсон (NZL)          | 7:50,74 |

#### Фінал A
| Місце | Спортсмен                                         | Час     |
| ----- | ------------------------------------------------- | ------- |
| 1     | Магдалена Фулярчик (POL) Наталія Мадай (POL)      | 7:40,10 |
| 2     | Кетрін Грейнджер (GBR) Вікторія Торнлі (GBR)      | 7:41,05 |
| 3     | Мільда Вальчукайте (LTU) Доната Віштартайте (LTU) | 7:43,76 |
| 4     | Софія Асуманакі (GRE) Айкатеріні Ніколаїду (GRE)  | 7:48,62 |
| 5     | Елен Лефевр (FRA) Елоді Равера-Скарамоцціно (FRA) | 7:52,03 |
| 6     | Меган О'Лірі (USA) Еллен Томек (USA)              | 8:06,18 |